# Verena & Nadine
Verena & Nadine sont un duo de chanteuses allemandes de schlager, composé des sœurs jumelles Verena et Nadine Büning.

## Biographie
Verena et Nadine Büning commencent à jouer de la musique à sept ans à Ahaus. Elles apprennent plusieurs instruments et le chant.
En 2014, elles apparaissent au « Sommerhithitparade » de l'émission musicale Immer wieder sonntags, les téléspectateurs choisissent de les revoir dans l'émission suivante sept fois de suite. Elles présentent leur premier single Zwei Herzen – ein Lachen qui est publié le 4 juillet, extrait du premier album Zwei Herzen sorti le 5 septembre.
À côté de leur carrière musicale, les sœurs font des études de droit puis, après leurs diplômes, travaillent pour les municipalités de Gronau et Steinfurt.

## Discographie
Albums
- 2014 : Zwei Herzen
- 2016 : Glücksbringer

Singles
- 2014: Zwei Herzen – ein Lachen

## Source de la traduction
- (de) Cet article est partiellement ou en totalité issu de l’article de Wikipédia en allemand intitulé « Verena & Nadine » (voir la liste des auteurs).

1. ↑  « Verena und Nadine - artiste - sa discographie sur B&M », sur bide-et-musique.com (consulté le 20 mars 2021).